# Carpentus
Carpentus, auch Carpantus, war eine keltische Lokalgottheit aus Gallien und hauptsächlich im heutigen Département Haute-Garonne verbreitet.

## Mythologie und Etymologie
Carpantus/Carpentus wird als Gottheit der (Wagen-)Krieger vermutet (siehe Etymologie des Namens), allerdings sind aus den erhaltenen Weiheinschriften keine genauen Angaben über seine Funktion abzuleiten. Solche Inschriften wurden in Fréjus (Forum Julii, Provinz  Gallia Narbonensis), Huos, Péguilhan und Sarrecave (alle drei bei Lugdunum Convenarum, Provinz Gallia Aquitana) aufgefunden.
Möglicherweise besteht ein etymologischer Zusammenhang des Namens mit der protokeltischen Wurzel *karbanto-, von dem sich das lateinische Wort carpentum für Streitwagen, ein Lehnwort aus dem Gallischen, ableitet.
Möglicherweise gibt auch eine Verbindung zum irischen Männernamen Coirpre (Cairbre).